# El Reventador
De El Reventador is een berg in Ecuador, niet ver van de hoofdstad Quito en de evenaar. Het is een 3.562 meter hoge stratovulkaan die in november 2002 tot uitbarsting kwam en de hoofdstad met vulkanische as bedekte. De vulkaan produceert vooral andesitisch uitvloeiingsgesteente.